# アンテケーラ
アンテケーラ（スペイン語: Antequera: スペイン語発音: [an̪teˈkeɾa]）は、スペイン・アンダルシア州マラガ県のムニシピオ（基礎自治体）。アンダルシア州のマラガ、グラナダ、コルドバ、セビリアの4都市を結ぶ四角形の中央付近にあり、「アンダルシアの心臓」「アンダルシアの交差点」と呼ばれる。
アンテケーラ近郊のエル・トルカルはヨーロッパ有数のカルスト地形を形成しており、自然保護区に指定されている。メンガ遺跡、ビエラ遺跡、エル・ロメラル遺跡の各ドルメンに代表される考古学遺跡を有し、また多くの教会・修道院・宮殿などの建築学的遺産を有する。2016年の第40回世界遺産委員会では「アンテケーラのドルメン遺跡」が世界遺産（文化遺産）に登録された。

## 地理

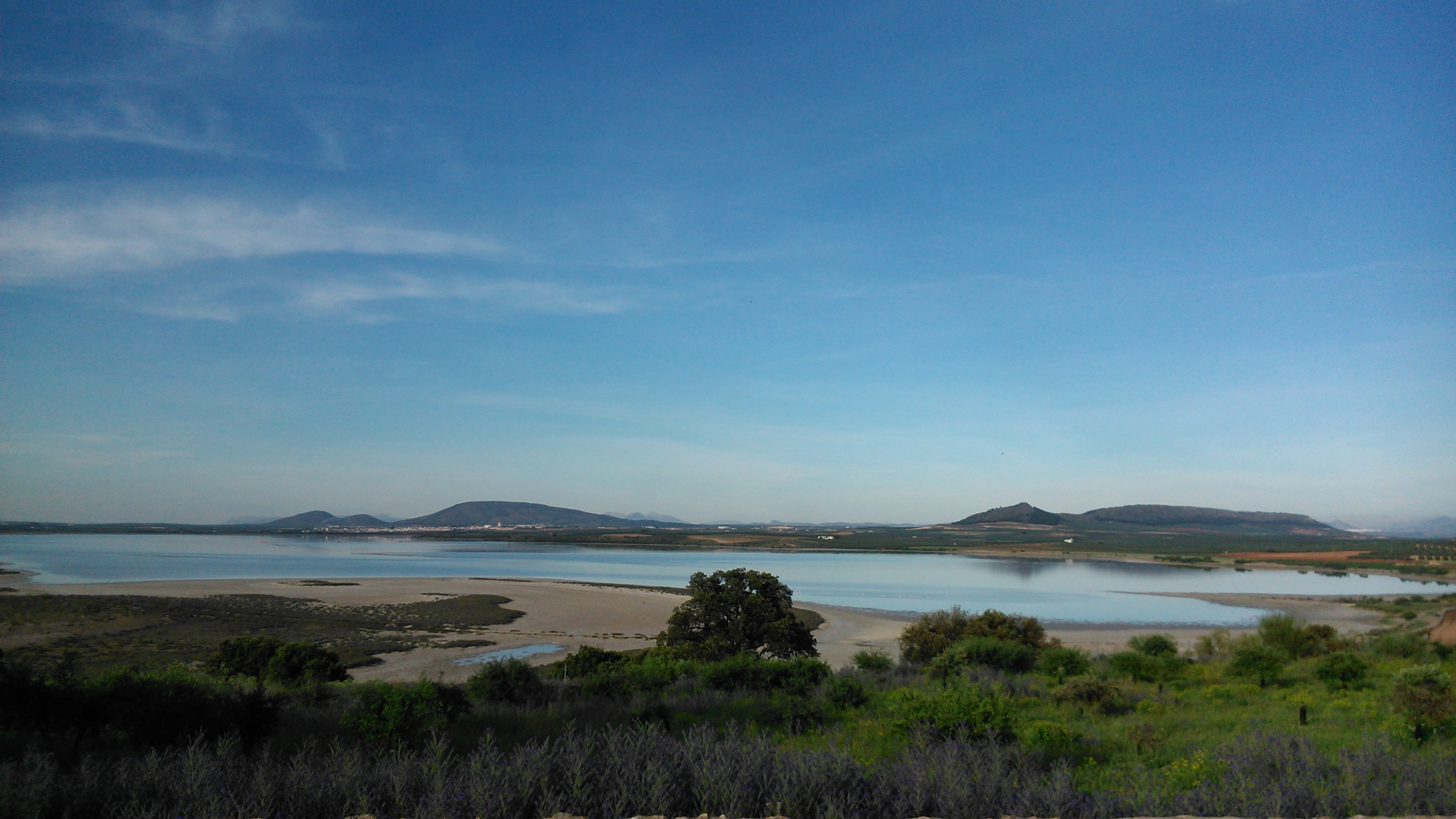
フエンテ・デ・ピエドラ湖

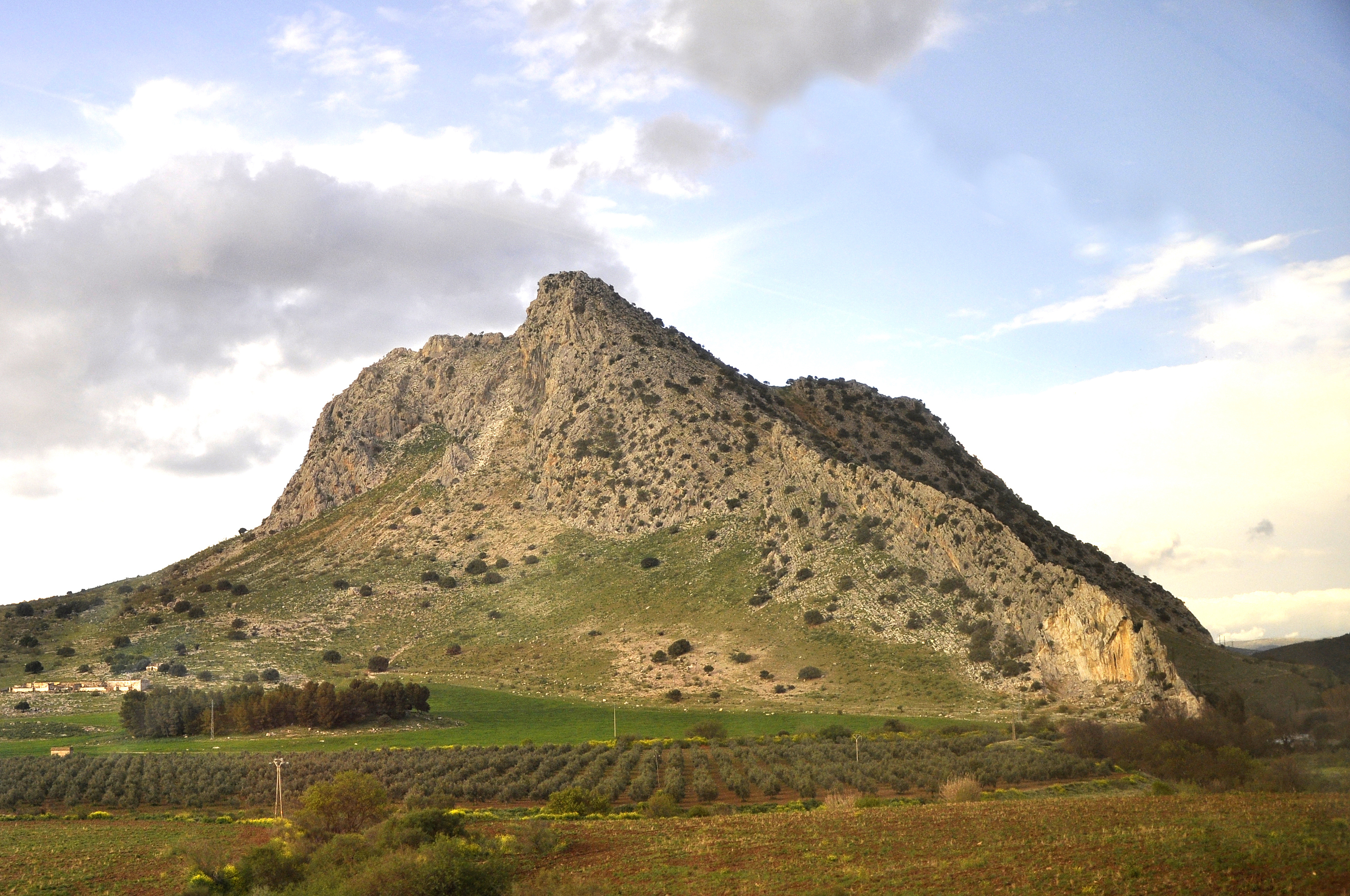
恋人たちの岩

面積は749.34km2であり、市街地の標高は575mである。2011年の人口は41,854人であり、人口密度は55.85人/km2である。マラガ県はコスタ・デル・ソルと呼ばれる観光地の沿岸部に人口が偏っており、アンテケーラはマラガ県内陸部でもっとも人口の多い自治体である。マラガ県でもっとも面積の大きな自治体であり、スペイン全土では23番目に面積の大きな自治体である。マラガから45km、コルドバから115kmの距離にあり、両都市とは高速鉄道AVEの南回廊線や高規格道路のA-45号線で結ばれている。セビリアから160km、グラナダから102kmの距離にあり、鉄道路線や高規格道路のA-92号線で結ばれている。
マラガ＝コスタ・デル・ソル空港、グラナダ空港、セビリア空港、コルドバ空港の4空港から自動車で約1時間の距離にあり、スペインの重要港湾であるアルヘシラス港からも鉄道で1時間の距離にあるため、アンテケーラ近郊にはいくつかの工業団地やアンダルシア物流センターが建設されている。グアダルオルセ川が形成した堆積盆地のアンテケーラ盆地は肥沃な農業地域でもあり、穀物、オリーブオイル用のオリーブ、野菜などを生産している。
郊外北西部には塩水のフエンテ・デ・ピエドラ湖があり、この湖はヨーロッパに数少ないオオフラミンゴの営巣地である。郊外南部にあるエル・トルカルは石灰岩で形成されており、よく知られたクライミングスポットでもある。
郊外北東部には恋人たちの岩（インディアンの横顔）とよばれる山があり、敵対する部族出身の若いムーア人のカップルが岩から身を投げた伝説に因んで名づけられている。庫のロマンティックな伝説は、イギリスのロマン派詩人ロバート・サウジーによって脚色され、イスラーム教徒の少女とキリスト教徒の奴隷が主人公の『Laila and Manuel』が書かれた。

## 歴史

### 先史時代

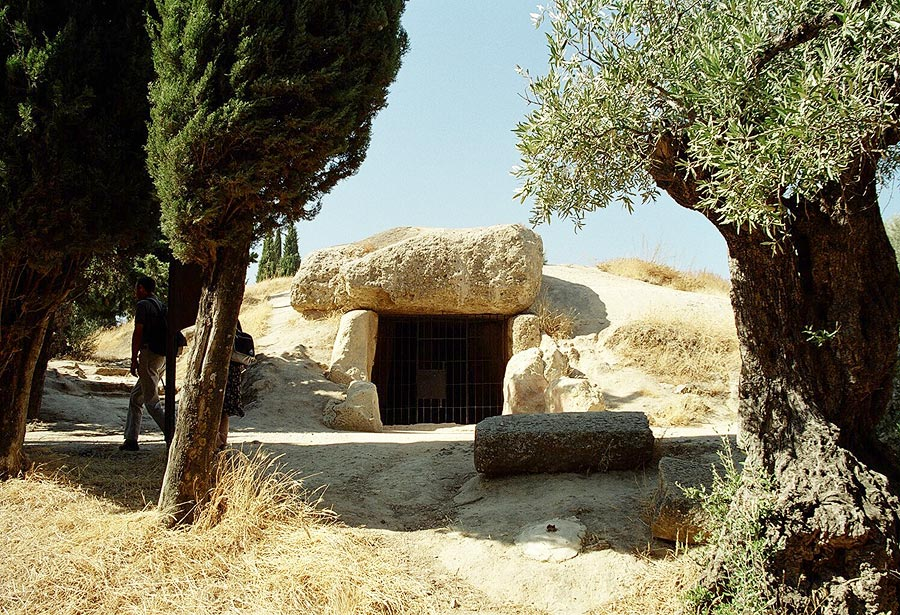
メンガ遺跡

北部郊外には青銅器時代の埋葬地（ドルメン）であるメンガ遺跡とビエラ遺跡があり、それぞれ紀元前3000年-紀元前2000年に遡るとされる。これらの遺跡はヨーロッパ有数の規模である。紀元前1800年に遡るエル・ロメラル遺跡は、メンガ遺跡やビエラ遺跡より小さな石が使用されている。現在の市街地から数km北には青銅器時代の集落であるロス・シリージョス遺跡がある。紀元前7世紀以降にはこの地域にイベリア人が定住した。
2016年にトルコのイスタンブールで開催された第40回世界遺産委員会では、「アンテケーラのドルメン遺跡」が世界遺産（文化遺産）に登録された。構成要素には恋人たちの岩やエル・トルカルも含まれている。

### 古代・中世
古代ローマ時代にはヒスパニア・バエティカ属州の一部となり、アンティカリア（AnticariaまたはAntiquaria）という名称で知られていた。ローマ帝国の崩壊後、アンティカリアは410年にヴァンダル族の手に渡り、その後西ゴート王国に支配された。
711年にはイスラーム教徒がイベリア半島に侵入し、716年頃にはアンテケーラが征服されてウマイヤ朝に組み込まれ、イスラーム支配下ではメディーナ・アンタキラ(Medina Antaquira)という名称で呼ばれた。ある時期からはグラナダ王国最北端の町のひとつとなり、カトリック軍からグラナダ王国を守るためにアルカサバ（要塞）が建設された。アンテケーラは約200年間にわたってキリスト教徒の攻撃を受け、1410年9月16日にアラゴン王フェルナンド1世の軍隊によって征服された。フェルナンド1世はアンテケーラ領主の称号を手にし、「フェルナンド・デ・アンテケーラ」と呼ばれることもある。今日のアンテケーラの中心通りはインファンテ・ドン・フェルナンド通りと名付けられている。

### 近世
アンテケーラがカスティーリャ王国の一部となると、イスラーム教徒は追放された。アンテケーラはグラナダ王国に対するカトリックの要塞となり、その後も続くレコンキスタの基地となった。1492年にグラナダがキリスト教徒の手に陥落すると、アンテケーラの人口はわずか20年間で2,000人から約15,000人に増加した。
スペイン王国の下でアンテケーラは重要な商業都市となった。その地理的状況に加えて、農業や工芸が栄えていたことから、16世紀初頭には早くも「アンダルシアの心臓」と呼ばれている。モスクやイスラーム教徒の邸宅が取り壊され、カトリック教会やキリスト教徒の邸宅が建設された。アンテケーラ最古の教会はサン・フランシスコ教会であり、1500年頃に後期ゴシック様式で建設された。
1504年にはサンタ・マリア・ラ・マジョール王立学院というルネサンス・ユマニスムの大学が設立され、スペインのルネサンス期における主要な作家や学者の社交場となった。16世紀中には詩作の教室が開講され、ペドロ・エスピノサ、ルイス・マルティン・デ・ラ・プラサ、クリストバリーナ・フェルナンデス・デ・アラルコンなどを輩出した。彫刻の教室を巣立った学生は、セビリア、マラガ、コルドバやその周辺地域で多くの教会などを建設した。この時期に建設された教会にはサン・セバスティアン教会やサンタ・マリア教会などがある。

### 近現代
17世紀末から18世紀初頭には繁栄の時代が終わった。18世紀中にはさらに多くの教会が建設されており、今日には計32の教会が存在する。アンテケーラはアンダルシア民族主義の台頭に重要な役割を果たしており、1883年にはこの地でアンテケーラ連邦憲法の草案が作成された。民主化後の1978年にはアンテケーラ自治協定が締結され、アンダルシア自治州の成立につながった。アンテケーラにアンダルシア州政府が置かれる可能性もあったが、結局州政府はセビリアに置かれている。

## 経済

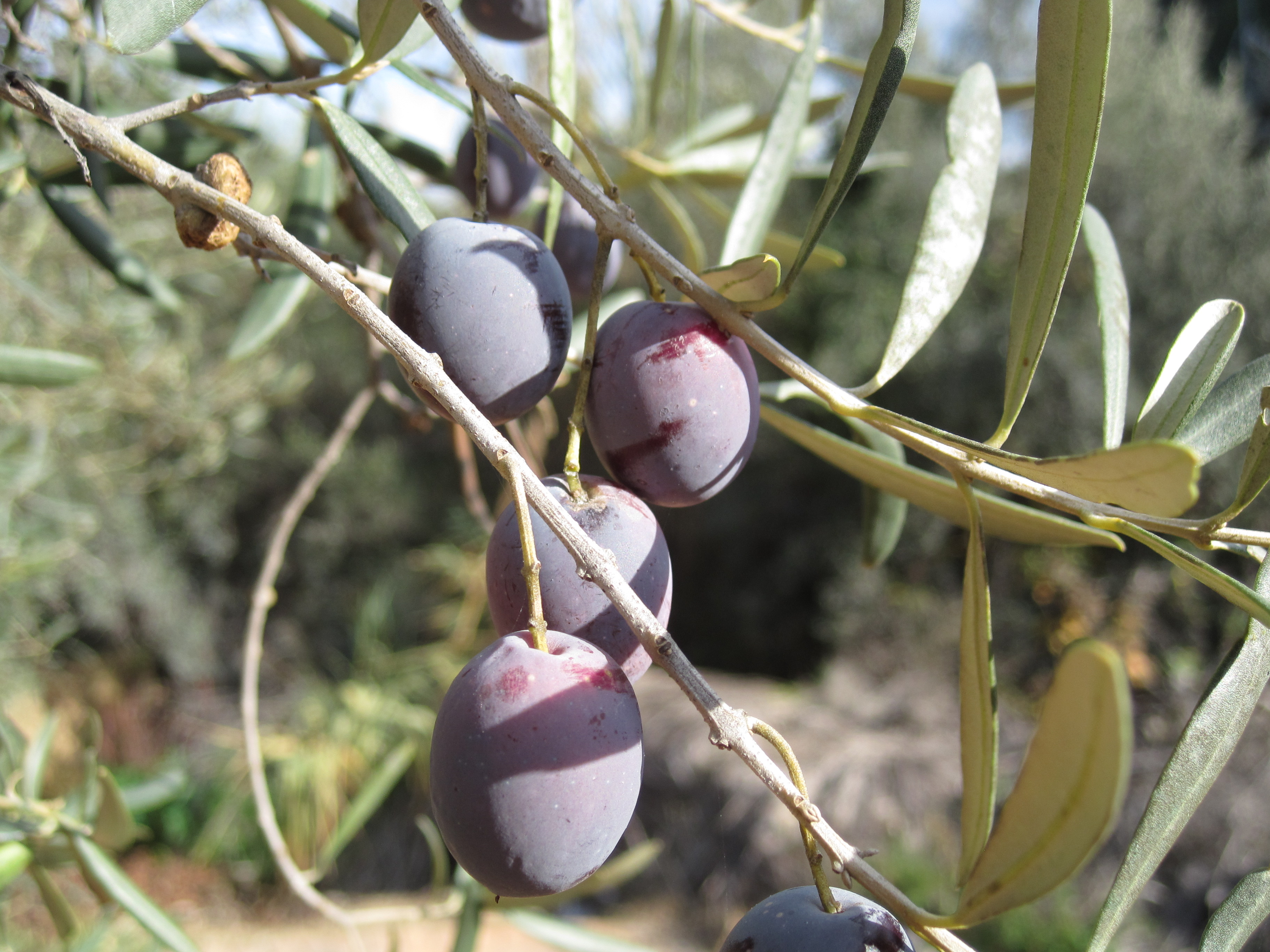
マラガ県のオリーブ畑

歴史的にこの地域の経済は農作物（オリーブ・穀物・羊毛）の生産や加工、そして家具製造だった。19世紀中頃にはフランネル・紙製品・皮革製品・絹製品・石鹸の製造を行い、穀物・果物・オリーブオイル・地元産大理石の交易を大規模に行っていた。1890年には巨大な製糖工場が設立された。第一次世界大戦までにアンテケーラのボバディーリャ駅とグラナダを結ぶ鉄道路線が開通。20世紀初頭の主産業も農業であり、穀物・果物・オリーブオイル・スペインワインを生産していた。今日の主産業は観光業であり、スペイン国外からの観光客が増加している。

## 交通

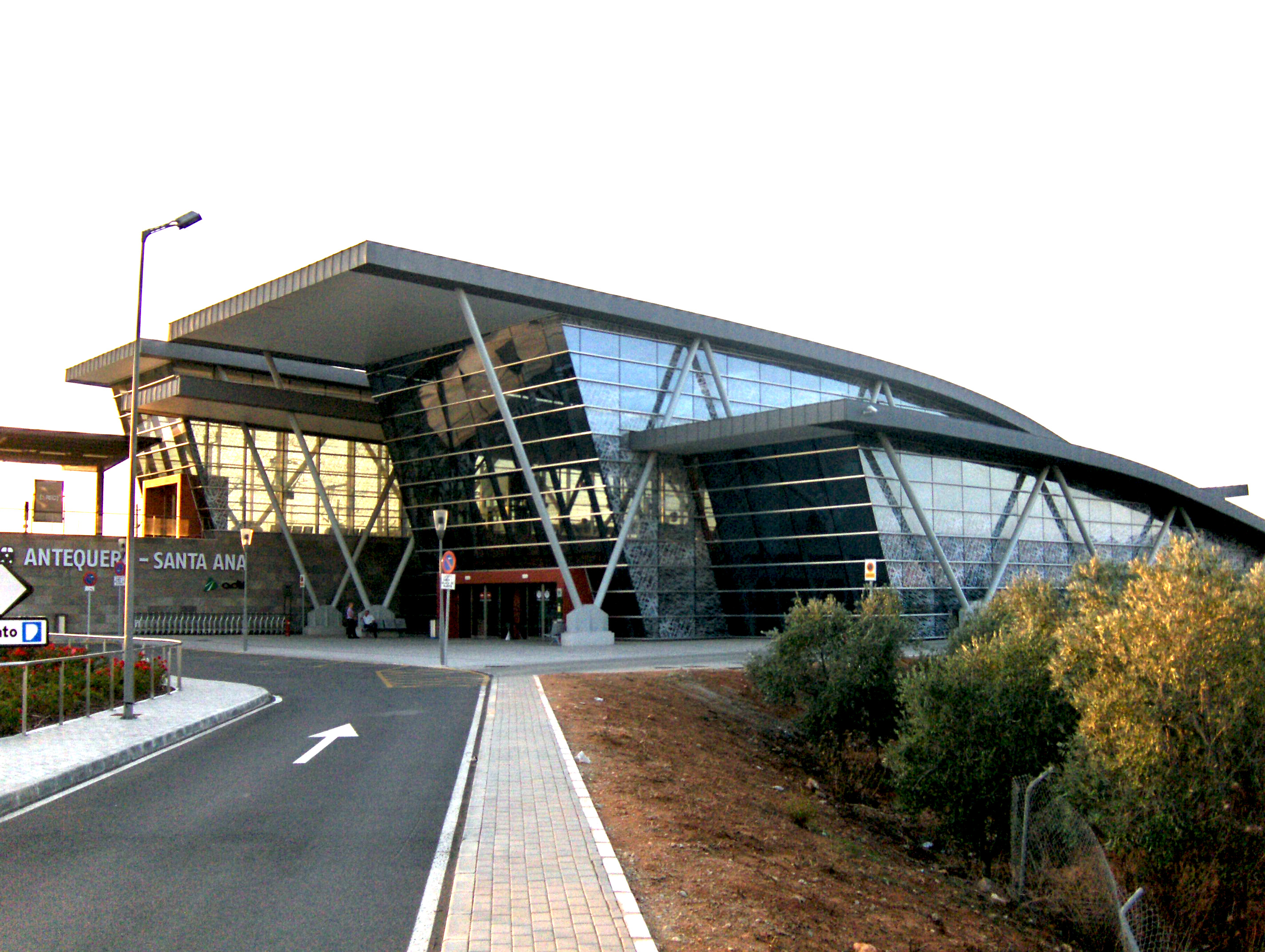
アンテケーラ＝サンタ・アナ駅

アンダルシア州の4大都市であるセビリア、マラガ、コルドバ、グラナダを結んだ菱形の中央部にアンテケーラが位置する。このため、マラガとコルドバを結ぶA-45号線、セビリアとグラナダを結ぶA-92号線は、アンテケーラ近郊で交わっている。
アンテケーラの自治体域には3つの鉄道駅がある。中心集落にあるアンテケーラ駅、中心集落から16km西のボバディージャ集落にあるボバディージャ駅、中心集落から20km西のコロニア・デ・サンタ・アナ集落にあるアンテケーラ＝サンタ・アナ駅である。アンテケーラ＝サンタ・アナ駅は高速鉄道AVEの南回廊線の駅でもある。AVEの南回廊線はコルドバとマラガを結んでおり、途中駅はプエンテ・ヘニルにある駅とアンテケーラ＝サンタ・アナ駅の2駅である。ボバディージャ駅は長距離路線のアルコなどに使用されており、バルセロナとマラガを結ぶ路線、ビルバオのビルバオ＝アバンド駅とマラガを結ぶ路線などがボバディージャ駅に発着する。

## 人口
| アンテケーラの人口推移 1900－2010                       |
|                                                         |
| 出典:INE（スペイン国立統計局）1900年 - 1991年、1996年 - |

## 政治
| 任期      | 首長名                                                   | 政党                                              |
| --------- | -------------------------------------------------------- | ------------------------------------------------- |
| 1979–1983 | José María González Bermúdez                             | 無所属                                            |
| 1983–1987 | Pedro de Rojas Tapia                                     | スペイン社会労働党(PSOE)                          |
| 1987–1991 | Paulino Plata Cánovas                                    | スペイン社会労働党(PSOE)                          |
| 1991–1995 | Paulino Plata Cánovas(-1994) Jesús Romero Benítez(1994-) | スペイン社会労働党(PSOE) スペイン社会労働党(PSOE) |
| 1995–1999 | Jesús Romero Benítez                                     | スペイン社会労働党(PSOE)                          |
| 1999–2003 | Jesús Romero Benítez                                     | スペイン社会労働党(PSOE)                          |
| 2003–2007 | Ricardo Millán Gómez                                     | スペイン社会労働党(PSOE)                          |
| 2007–2011 | Ricardo Millán Gómez                                     | スペイン社会労働党(PSOE)                          |
| 2011–2015 | Manuel Jesús Barón Ríos                                  | 国民党(PP)                                        |
| 2015–2019 | Manuel Jesús Barón Ríos                                  | 国民党(PP)                                        |
| 2019–2023 | n/d                                                      | n/d                                               |
| 2023–     | n/d                                                      | n/d                                               |

## 見どころ

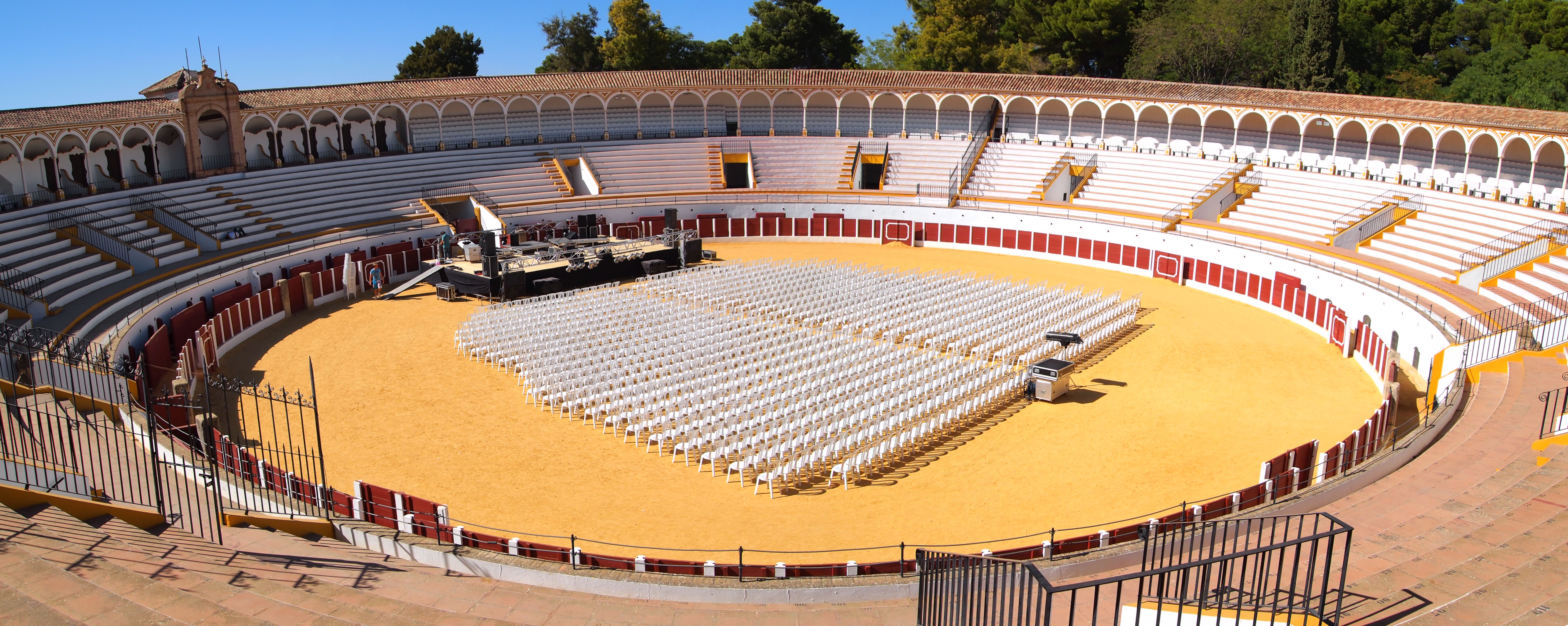
アンテケーラ闘牛場

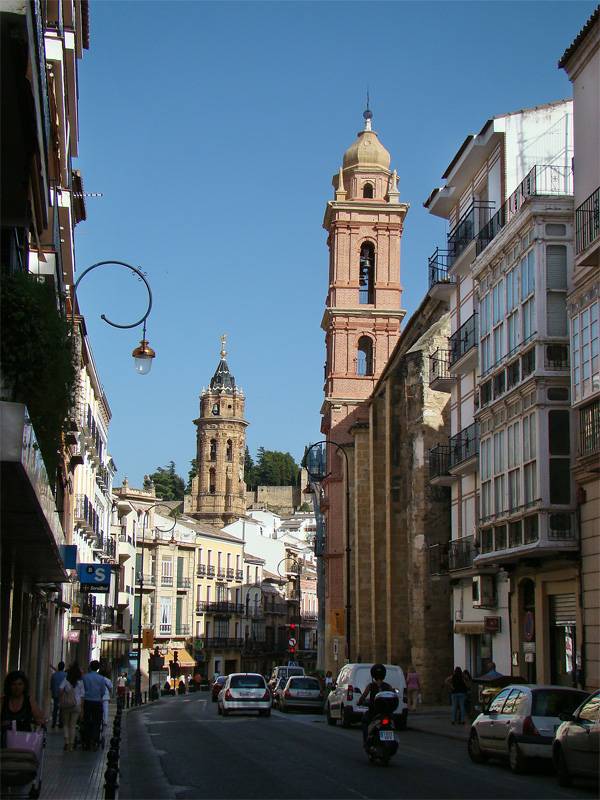
旧市街

- レアル・コレヒアタ・デ・サンタ・マリア・ラ・マジョール教会（スペイン語版） : 重要文化財。後期ゴシック様式からルネサンス様式に移行期に建てられた。
- レアル・コレヒアタ・デ・サン・セバスティアン教会（スペイン語版） : ルネサンス様式として1548年以降に件世知された。バロック様式の鐘楼を有し、内部は新古典主義である。
- アルカサバ・デ・アンテケーラ（英語版） : キリスト教徒の侵入を防ぐために14世紀にムーア人が建設した要塞。
- ナヘラ宮殿（英語版） : 18世紀の建築物。現在はアンテケーラ市立博物館（スペイン語版）として使用されている[21]。
- アンテケーラ闘牛場 : 1848年に完成し、1984以降に再建された闘牛場。
- 巨人の門（スペイン語版） : フェリペ2世を称えて1595年に完成。

## 出身者
- ヘロニモ・デ・ボバディージャ（英語版） : バロック期の画家。

## 姉妹都市
- アグド、フランス[22]
- オアハカ、メキシコ[23] : スペイン人によるメキシコの征服後、当地に因んで現在のオアハカ州はヌエバ・アンテケーラと呼ばれた。